# Margarita Nikołajewa
Margarita Nikołajewna Nikołajewa, z domu Pietrowa (ros. Маргарита Николаевна Николаева (Петрова), ur. 23 września 1935 w Iwanowie, zm. 21 grudnia 1993 w Odessie) – radziecka gimnastyczka. Dwukrotna medalistka olimpijska z Rzymu.
Igrzyska w 1960 były jej jedyną olimpiadą. Triumfowała w drużynie, indywidualnie zwyciężyła w skoku przez konia. W wieloboju indywidualnym zajęła 4. miejsce, za trzema swymi koleżankami z reprezentacji ZSRR (Łarysą Łatyniną, Sofją Muratową i Poliną Astachową). Stawała na podium mistrzostw ZSRR.